# Neuoppitz

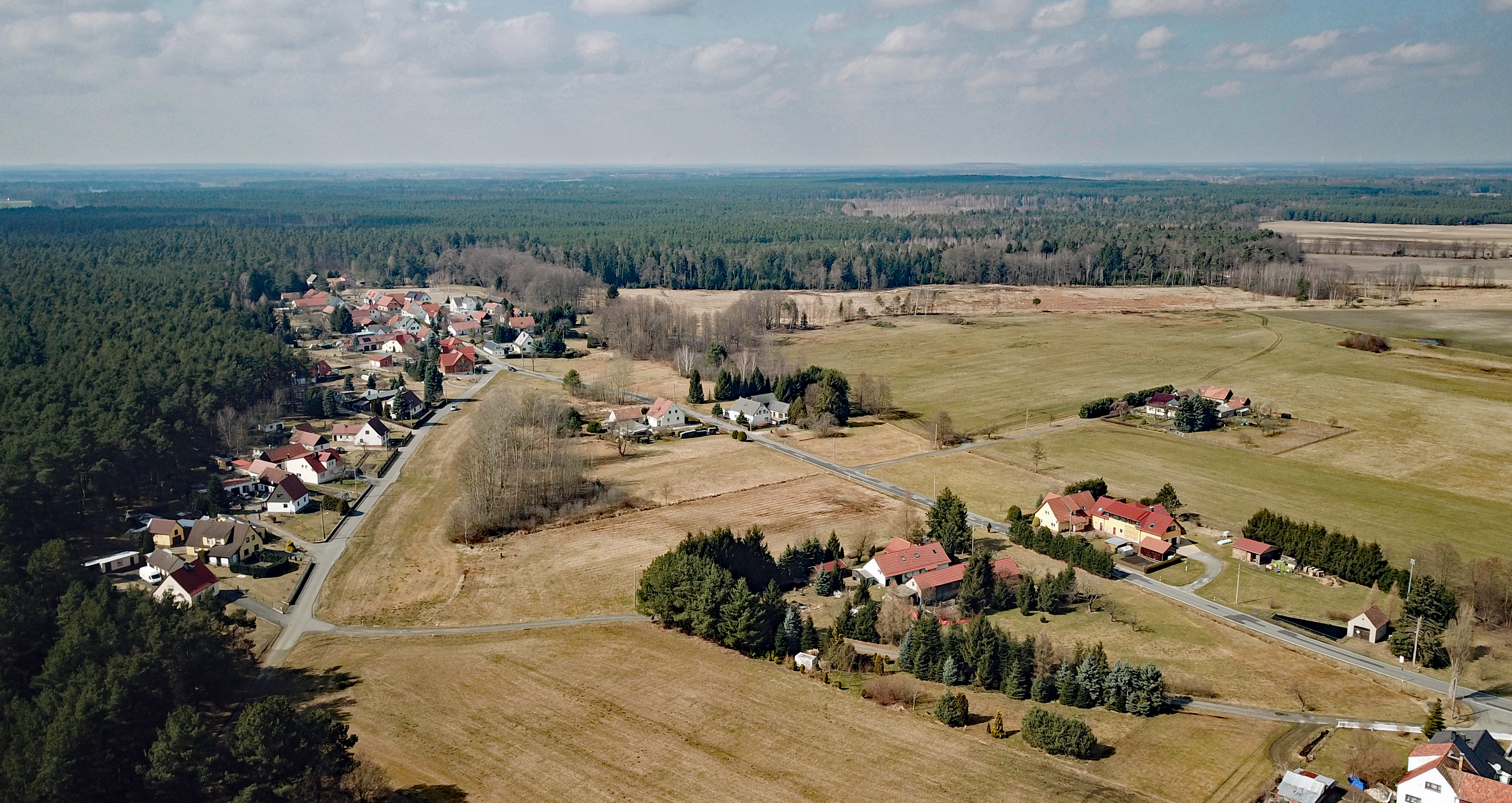
Luftbild von Neuoppitz

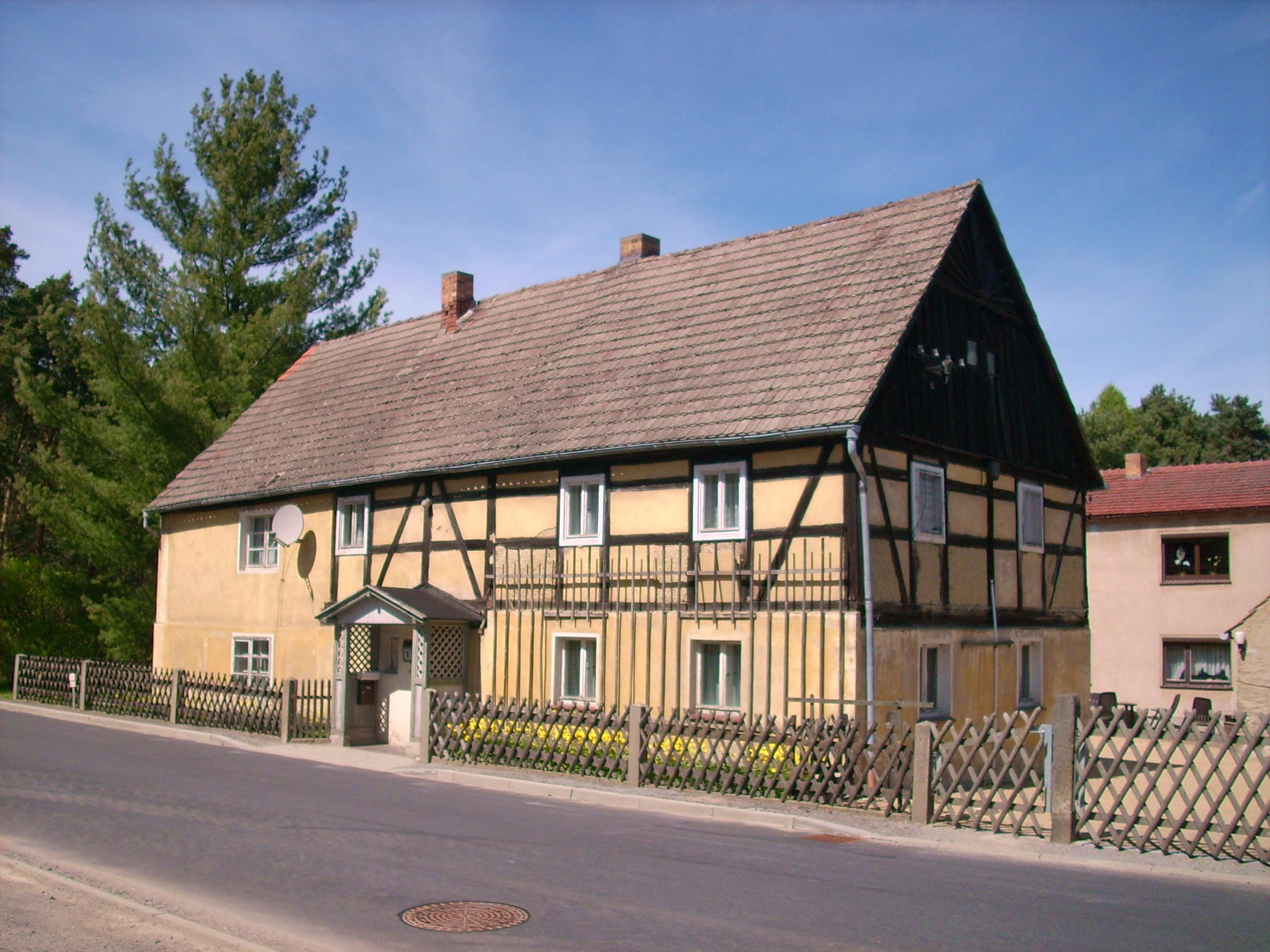
Altes Gasthaus in Neuoppitz

Neuoppitz, obersorbisch Njeradk, ist ein Häuslerabbau in der Gemarkung des Ortsteils Oppitz der Gemeinde Königswartha im Landkreis Bautzen in Sachsen. Bis zur Eingemeindung von Oppitz nach Königswartha am 1. Januar 1994 war Neuoppitz ein Ortsteil von Oppitz, bis 2002 hatte der Ort auch in der Gemeinde Königswartha Ortsteilstatus. Die Siedlung gehört zum amtlichen sorbischen Siedlungsgebiet.

## Lage
Neuoppitz liegt in der Oberlausitz, rund 14 Kilometer Luftlinie nördlich von Bautzen und 18 Kilometer südöstlich von Hoyerswerda am Rande der Oberlausitzer Heide- und Teichlandschaft. Umliegende Ortschaften sind Hermsdorf/Spree im Norden, Oppitz im Osten, Droben im Südosten, Luppa und Luppedubrau im Süden, Holschdubrau im Südwesten, Johnsdorf im Westen und Weißig im Südwesten. Südwestlich von Neuoppitz liegt der Hahnenberg. Die Staatsstraße 101 führt durch den Ort.

## Geschichte
Neuoppitz wurde im 19. Jahrhundert als Ausbausiedlung von Oppitz angelegt und im Jahr 1834 als Neu-Oppitz erwähnt. Der sorbische Ortsname Njeradk leitet sich von dem Wort „njerady“ für „ungern“ ab und bedeutet in etwa „Dorf der Unfrohen“. Die Grundherrschaft für Neuoppitz lag beim Rittergut Oppitz, kirchlich gehörte Neuoppitz zu Milkel und verwaltungstechnisch zur Amtshauptmannschaft Bautzen im Königreich Sachsen. Unmittelbar westlich von Neuoppitz lag die Grenze zum Königreich Preußen, wobei die Nachbarortschaft Johnsdorf wieder zu Sachsen gehörte. Um 1850 wurde der Oppitzer Dorfkrug in Neuoppitz gebaut. 1875 hatte das Dorf 114 Einwohner.
Am 25. Juli 1952 wurde die Gemeinde Oppitz mit dem Ortsteil Neuoppitz dem Kreis Bautzen im DDR-Bezirk Dresden zugeordnet. Nach der Wende kam der Ort zum Landkreis Bautzen im Freistaat Sachsen. Am 1. Januar 1994 wurde die Gemeinde Oppitz nach Königswartha eingemeindet. Neuoppitz war zunächst ein Ortsteil der Gemeinde Königswartha, 2002 wurden dem Dorf die Ortsteilrechte aberkannt.